# Кларісса Трейсі
Кларісса Тре́йсі (англ. Clarissa Tucker Tracy; 1818–1905) — американська вчена, ботанік.

## Життєпис
Кларісса Трейсі народилася 12 листопада 1818 року у Джексоні, округ Сасквегенна.
Коли їй було три роки, вона почала відвідувати місцеву школу і приблизно до 1832 продовжувала навчання. З 1835 по 1840 рік вона була студенткою та викладачем Академії Франкліна у Гарфорді. У 1840 році вона стала асистенткою у жіночій семінарії Гонсдейлу, була призначена керівником приблизно у 1842 році і займала цю посаду до 1846 року. У 1844 році вона провела один термін у семінарії Troy Female Seminary у Нью-Йорку. У 1844 році вона вийшла заміж за Горація Хайда Трейсі, з яким у неї було двоє дітей.
У 1848 році помер її чоловік. Приблизно з 1849 по 1851 рік вона керувала приватною школою в Гонсдейлі, згодом приблизно до 1856 року вона була пов’язана з тамтешньою академією. Між 1856 і 1859 роками вона керувала іншою приватною школою у місті  Ніна.
У 1859 році вона була призначена управителем, відповідальним за господарські справи, головою жіночого відділу та викладачем Ripon College у Вісконсіні. Вона вивчала місцеву флору майже тридцять років, опублікувавши каталог Catalogue of Plants Growing Without Cultivation in Ripon and the Near Vicinity у 1889 році, повністю заснований на зразках, зібраних нею та її учнями.
У 1893 році вона вийшла на пенсію, купивши будинок за межами кампусу, але продовжувала займатися репетиторством і зберегла зв'язок з Ріпон коледжем до своєї смерті у 1905 році.